# 레방에르

노르트뢰넬라그 주에 표시된 레방에르의 위치

레방에르(노르웨이어: Levanger)는 노르웨이 노르트뢰넬라그주에 위치한 도시로, 면적은 645.48km2, 인구는 18,741명(2011년 기준), 인구 밀도는 30.7명/km2이다.

시 문장